# Coppa FIRA 1995-1997
La Coppa FIRA 1995-97 (in francese Trophée européen FIRA 1995-97), anche Coppa Europa 1995-97, fu il 31º campionato europeo di rugby a 15 organizzato dalla FIRA (32º torneo assoluto FIRA incluse le edizioni non valide come campionato europeo) nonché il 18º e ultimo con tale denominazione.
Si tenne dal 21 ottobre 1995 al 22 marzo 1997 tra 10 squadre che si affrontarono con la formula dei due gironi e finale unica tra le prime classificate di ciascuno di essi.
A laurearsi campione fu per la prima volta l'Italia che, nella finale tenutasi a Grenoble, batté 40-32 la Francia in quella che è ricordata come la prima vittoria assoluta di sempre degli Azzurri sui loro rivali transalpini.
La Coppa cadde in un momento particolarmente significativo del rugby mondiale: poco prima dell'inizio del torneo, il 25 agosto 1995, l'International Rugby Football Board aveva ufficializzato il passaggio al professionismo del rugby a 15; la stessa FIRA era oramai in corso di trasformazione nella filiale europea dell'IRB, con l'adesione delle squadre britanniche (che tuttavia non presero parte alle competizioni), e il progressivo distacco delle squadre extraeuropee, destinate alle proprie organizzazioni continentali di riferimento.
Alla prima divisione dell'edizione in oggetto presero parte le tre squadre del campionato europeo che avevano partecipato alla Coppa del Mondo 1995 (Francia, Italia e Romania) e che, di conseguenza, nella stagione precedente non si impegnarono in tornei organizzati dalla FIRA, più le migliori sette squadre emerse dal torneo preliminare che si tenne in luogo del campionato europeo (nell'ordine Spagna, Russia, Portogallo, Polonia, Tunisia, Marocco e Belgio).
Il campionato non ebbe né promozioni né retrocessioni: le successive due edizioni, senza assegnazione di titolo, servirono come fase qualificatoria alla Coppa del Mondo 1999 e come preliminare per la riassegnazione delle squadre nazionali, senza più la presenza di Francia e Italia, quest'ultima ammessa al Cinque Nazioni, alle varie fasce di merito in vista del nuovo campionato europeo che prese il via dalla stagione sportiva 1999-2000.
Il valore delle marcature, come stabilito dall’IRFB nel 1992, era: 5 punti per ciascuna meta (7 se trasformata), 3 punti per la realizzazione di ciascun calcio piazzato, idem per il drop.

## Avvenimenti
Italia e Francia, le due nazionali più forti del torneo, erano impegnate in altri progetti sportivi; in particolare l'Italia, agli ordini del C.T. Georges Coste, cercava l'ammissione al Cinque Nazioni e le Home Nations, oltre alle squadre dell'Emisfero Sud, avevano iniziato a concederle il test match; già nell'edizione precedente della Coppa FIRA gli Azzurri avevano battuto la selezione A francese, prima volta di sempre, in assoluto e nel torneo, e nel 1994 in un tour avevano onorevolmente perso a Brisbane contro l'Australia per 20-23; nella primavera del 1995 batterono a Treviso l'Irlanda per 22-12 e nella Coppa Latina di quell'anno anche la Francia tornò a concedere il test match dopo 28 anni in cui ai "cugini" transalpini la FFR aveva sempre inviato al massimo la squadra A.

Il francese Georges Coste, C.T. dell'Italia dal 1993 al 1999

Nella citata Coppa Latina, torneo quadrangolare ospitato a Buenos Aires e che vedeva di scena, oltre ai padroni di casa dell'Argentina, anche la Romania, proprio l'incontro tra quest'ultima e l'Italia fu valido per la classifica del girone B della Coppa FIRA; per gli altri incontri, sia la federazione italiana che quella francese inviarono in campo la nazionale militare e quella A nei rispettivi gironi.
Fu l'ultima volta che le citate due squadre parteciparono al torneo: dopo di esso la FIRA, in procinto di diventare il ramo europeo dell'IRFB con il nome di FIRA - AER, ristrutturò il torneo rinominandolo Campionato europeo per Nazioni.
Italia e Francia vinsero a punteggio pieno i propri gironi, terminati a maggio 1996, ma solo dieci mesi più tardi trovarono una data utile in calendario per disputare la finale, a torneo FIRA successivo ancora in corso, anche se quest'ultimo non era valido per il titolo europeo ma solo per le qualificazioni alla Coppa del Mondo 1999.

### La finale
A trent'anni di distanza dalla volta più recente le due nazionali si affrontarono in un test match valido per la Coppa FIRA.
Il risultato finale a favore dell'Italia costituì al contempo la prima vittoria azzurra di sempre contro i transalpini e la conquista del primo - e a posteriori unico - titolo di campione d'Europa.
Alla finale l'Italia si presentava con una vittoria, ottenuta il 4 gennaio 1997, a Dublino contro l'Irlanda per 37-29, mentre invece la Francia aveva concluso il Cinque Nazioni con il Grande Slam; la partita di Coppa FIRA era prevista per il sabato 22 marzo 1997, una settimana dopo la fine del Torneo.
L'allora presidente della FFR, Bernard Lapasset, per via di una promessa fatta tempo prima al suo collega neopresidente della FIR Dondi, concesse per il match la squadra migliore e riconobbe l'incontro come test ufficiale.
Per il gioco dell'alternanza delle sedi, quell'anno l'incontro si tenne in casa dei francesi, lo stadio Lesdiguières di Grenoble.
Andando contro pronostico, fu l'Italia a imporsi con un 40-32 che a sei minuti dalla fine era ancora un 40-20, frutto di quattro mete di quattro marcatori diversi: Ivan Francescato, Paolo Vaccari, Julian Gardner e Giambattista Croci.
La vittoria fu determinante per convincere il comitato esecutivo del Cinque Nazioni ad ammettere l'Italia nel torneo dal 2000: qualche anno più tardi, sulle colonne di Repubblica, Corrado Sannucci ricordò l'importanza di tale incontro per la crescita del rugby nazionale e, nel descrivere la coralità di gioco che portò alla marcatura di Giambattista Croci che dava all'Italia il temporaneo vantaggio per 25-20 sui francesi, parlò di «[meta] che ha strappato il rugby italiano dalle parrocchie per consegnarlo alla BBC».

## Squadre partecipanti
| 1ª divisione | 1ª divisione | 2ª divisione      | 2ª divisione     | 2ª divisione | 2ª divisione | 2ª divisione |
| Girone A     | Girone B     | Girone A (titolo) | Girone B (targa) | Girone C     | Girone D     | Girone E     |
| ------------ | ------------ | ----------------- | ---------------- | ------------ | ------------ | ------------ |
| Francia      | Belgio       | Danimarca         | Andorra          | Lettonia     | Austria      | Croazia      |
| Marocco      | Italia       | Georgia           | Bulgaria         | Lituania     | Ungheria     | Israele      |
| Russia       | Polonia      | Germania          | Jugoslavia       | Moldavia     | Slovenia     | Lussemburgo  |
| Spagna       | Portogallo   | Paesi Bassi       |                  | Ucraina      |              |              |
| Tunisia      | Romania      | Rep. Ceca         |                  |              |              |              |

## 1ª divisione

### Girone A
| Data       | Incontro                   | Risultato | Sede            |
| ---------- | -------------------------- | --------- | --------------- |
| 19-11-1995 | Francia Militare — Russia  | 33-12     | Le Blanc-Mesnil |
| 10-12-1995 | Tunisia — Marocco          | 11-20     | Susa            |
| 6-1-1996   | Marocco — Francia Militare | 8-22      | Casablanca      |
| 16-3-1996  | Marocco — Spagna           | 3-24      | Casablanca      |
| 16-3-1996  | Francia Militare — Tunisia | 58-0      | Albertville     |
| 31-3-1996  | Spagna — Francia XV        | 9-81      | Barcellona      |
| 14-4-1996  | Spagna — Russia            | 52-6      | Madrid          |
|            | Russia — Tunisia           | 6-0       | per forfait     |
|            | Spagna — Tunisia           | 6-0       | per forfait     |
| 11-5-1996  | Marocco — Russia           | 10-13     | Safi            |

#### Classifica girone A
| Pos | Squadra | G | V | N | P | PF  | PS | P±  | PT |
| --- | ------- | - | - | - | - | --- | -- | --- | -- |
| A1  | Francia | 4 | 4 | 0 | 0 | 194 | 29 | 165 | 12 |
| A2  | Spagna  | 4 | 3 | 0 | 1 | 91  | 90 | 1   | 10 |
| A3  | Russia  | 4 | 2 | 0 | 2 | 37  | 95 | −58 | 8  |
| A4  | Marocco | 4 | 1 | 0 | 3 | 41  | 70 | −29 | 6  |
| A5  | Tunisia | 4 | 0 | 0 | 4 | 11  | 78 | −67 | 4  |

### Girone B
| Data       | Incontro             | Risultato | Sede         |
| ---------- | -------------------- | --------- | ------------ |
| 21-10-1995 | Italia — Romania     | 40-3      | Buenos Aires |
| 28-10-1995 | Polonia — Belgio     | 30-10     | Łódź         |
| 2-3-1996   | Portogallo — Italia  | 3-64      | Lisbona      |
| 16-3-1996  | Belgio — Portogallo  | 18-29     | Bruxelles    |
| 13-4-1996  | Romania — Portogallo | 92-0      | Bucarest     |
| 19-4-1996  | Romania A — Belgio   | 83-5      | Bucarest     |
| 27-4-1996  | Portogallo — Polonia | 38-3      | Lisbona      |
| 12-5-1996  | Polonia — Romania    | 9-40      | Sochaczew    |
| 24-5-1996  | Belgio — Italia A    | 10-38     | Bruxelles    |
| 25-5-1996  | Italia A — Polonia   | 107-19    | Udine        |

#### Classifica girone B
| Pos | Squadra    | G | V | N | P | PF  | PS  | P±   | PT |
| --- | ---------- | - | - | - | - | --- | --- | ---- | -- |
| B1  | Italia     | 4 | 4 | 0 | 0 | 249 | 35  | 214  | 12 |
| B2  | Romania    | 4 | 3 | 0 | 1 | 218 | 54  | 164  | 10 |
| B3  | Portogallo | 4 | 2 | 0 | 2 | 70  | 177 | −107 | 8  |
| B4  | Polonia    | 4 | 1 | 0 | 3 | 61  | 195 | −134 | 6  |
| B5  | Belgio     | 4 | 0 | 0 | 4 | 43  | 180 | −137 | 4  |

### Finale
| Arbitro: | David McHugh |

| |              | |
| tecnica 14’ Bondouy 52’, 80+2’ Sadourny 79’ | mt           | 5’ I. Francescato 34’ Gardner 56’ Croci 74’ Vaccari |
| Aucagne 14’, 52’, 80+2’ | tr           | 5’, 34’, 56’, 74’ Domínguez |
| Aucagne 20’, 24’ | c.p.         | 17’, 30’, 62’, 68’ Domínguez |
| · Sadourny · Ougier · Delaigue · Bonduy · Saint-André · Aucagne · Accoceberry · Pelous · 59’ Costes · Benetton · Miorin · Merle · Tournaire · 75’ Dal Maso · de Rougemont | Formazioni   | · Pértile · Vaccari · Bordon · I. Francescato 24’ · Marcello Cuttitta · Domínguez · Troncon 39’ 42’ · Gardner · Sgorlon · Giovanelli · Croci · Cristofoletto · Properzi · Orlandi · Massimo Cuttitta |
| · 59’ Betsen · 75’ Ibañez | Sostituzioni | · Mazzariol 24’ · Guidi 39’ 42’ |
| Jean-Claude Skrela | Allenatori   | Georges Coste |

## 2ª divisione

### Girone A (titolo)
| Data       | Incontro                | Risultato | Sede        |
| ---------- | ----------------------- | --------- | ----------- |
| 23-9-1995  | Germania — Rep. Ceca    | 29-17     | Hannover    |
| 15-10-1995 | Georgia — Germania      | 14-3      | Tbilisi     |
| 29-10-1995 | Danimarca — Paesi Bassi | 20-20     | Copenaghen  |
|            | Georgia — Danimarca     | 3-0       | per forfait |
| 24-11-1995 | Paesi Bassi — Georgia   | 55-3      | Castricum   |
| 30-3-1996  | Rep. Ceca — Paesi Bassi | 3-26      | Říčany      |
| 12-4-1996  | Georgia — Rep. Ceca     | 20-3      | Kutaisi     |
| 21-4-1996  | Paesi Bassi — Germania  | 6-5       | Hilversum   |
| 27-4-1996  | Rep. Ceca — Danimarca   | 39-6      | Říčany      |
| 12-5-1996  | Germania — Danimarca    | 16-11     | Hannover    |

|  | Classifica  | G | V | N | P | PF  | PS | P±  | PT |
|  | ----------- | - | - | - | - | --- | -- | --- | -- |
|  | Paesi Bassi | 4 | 3 | 1 | 0 | 107 | 31 | +76 | 11 |
|  | Georgia     | 4 | 3 | 0 | 1 | 40  | 61 | -21 | 10 |
|  | Germania    | 4 | 2 | 0 | 2 | 52  | 48 | +4  | 8  |
|  | Rep. Ceca   | 4 | 1 | 0 | 3 | 62  | 80 | -18 | 6  |
|  | Danimarca   | 4 | 0 | 1 | 3 | 37  | 75 | -38 | 4  |

### Girone B (targa)
| Data      | Incontro              | Risultato | Sede    |
| --------- | --------------------- | --------- | ------- |
| 24-3-1996 | Jugoslavia — Andorra  | 30-12     | Vršac   |
| 20-4-1996 | Andorra — Bulgaria    | 13-8      | Andorra |
| 18-5-1996 | Bulgaria — Jugoslavia | 9-39      | Gabrovo |

|  | Classifica | G | V | N | P | PF | PS | P±  | PT |
|  | ---------- | - | - | - | - | -- | -- | --- | -- |
|  | Jugoslavia | 2 | 2 | 0 | 0 | 69 | 21 | +48 | 6  |
|  | Andorra    | 2 | 1 | 0 | 1 | 25 | 38 | -13 | 4  |
|  | Bulgaria   | 2 | 0 | 0 | 2 | 17 | 52 | -35 | 2  |

### Girone C
| Data       | Incontro            | Risultato | Sede      |
| ---------- | ------------------- | --------- | --------- |
| 8-10-1995  | Lituania — Ucraina  | 8-27      | Pakruojis |
| 10-10-1995 | Lettonia — Ucraina  | 3-19      | Riga      |
| 28-10-1995 | Ucraina — Moldavia  | 38-0      | Kiev      |
| 4-5-1996   | Lituania — Moldavia | 10-15     | Panevėžys |
| 11-5-1996  | Lettonia — Lituania | 32-20     | Riga      |
| 21-10-1996 | Lettonia — Moldavia | 13-5      | Riga      |

|  | Classifica | G | V | N | P | PF | PS | P±  | PT |
|  | ---------- | - | - | - | - | -- | -- | --- | -- |
|  | Ucraina    | 3 | 3 | 0 | 0 | 84 | 11 | +73 | 9  |
|  | Lettonia   | 3 | 2 | 0 | 1 | 50 | 44 | +6  | 7  |
|  | Moldavia   | 3 | 1 | 0 | 2 | 20 | 61 | -41 | 5  |
|  | Lituania   | 3 | 0 | 0 | 3 | 38 | 76 | -38 | 3  |

### Girone D
| Data      | Incontro            | Risultato | Sede      |
| --------- | ------------------- | --------- | --------- |
| 5-11-1995 | Austria — Ungheria  | 8-21      | Vienna    |
| 28-4-1996 | Slovenia — Austria  | 12-10     | Lubiana   |
| 7-5-1996  | Ungheria — Slovenia | 34-11     | Kecskemét |

|  | Classifica | G | V | N | P | PF | PS | P±  | PT |
|  | ---------- | - | - | - | - | -- | -- | --- | -- |
|  | Ungheria   | 2 | 2 | 0 | 0 | 55 | 19 | +36 | 6  |
|  | Slovenia   | 2 | 1 | 0 | 1 | 23 | 44 | -21 | 4  |
|  | Austria    | 2 | 0 | 0 | 2 | 18 | 33 | -15 | 2  |

### Girone E
| Data       | Incontro              | Risultato | Sede        |
| ---------- | --------------------- | --------- | ----------- |
| 28-10-1995 | Lussemburgo — Croazia | 12-16     | Lussemburgo |
| 7-4-1996   | Israele — Lussemburgo | 20-12     | Tel Aviv    |
| 27-4-1996  | Croazia — Israele     | 21-6      | Spalato     |

|  | Classifica  | G | V | N | P | PF | PS | P±  | PT |
|  | ----------- | - | - | - | - | -- | -- | --- | -- |
|  | Croazia     | 2 | 2 | 0 | 0 | 37 | 18 | +19 | 6  |
|  | Israele     | 2 | 1 | 0 | 1 | 26 | 33 | -7  | 4  |
|  | Lussemburgo | 2 | 0 | 0 | 2 | 24 | 36 | -12 | 2  |